# Pădureni, Timiș
Pădureni (maghiară Temesliget, germană Liget) este satul de reședință al comunei cu același nume din județul Timiș, Banat, România.

## Localizare
Se situează la circa 18 km sud de municipiul Timișoara, între Șag și Jebel, la drumul național DN59 Timișoara - Stamora Moravița. Se învecinează la nord cu Șag, la est cu Liebling, la sud cu Jebel și la nord-vest cu Parța.

## Istorie
În trecut s-a numit Lighed, denumire care se folosește și astăzi de localnici. Prima atestare documentară a Pădureniului datează din 1332, sub numele de Legvid. Totodată, apare și o localitate cu numele Mira (1310), astăzi dispărută, despre care legenda spune că a fost distrusă într-un raid turcesc. Se mai știe și că, la 1590, în plină ocupație turcească a Banatului, apare într-un defter otoman denumirea Ligit. După acest moment nu se mai cunosc alte date până în 1761, când apare din nou menționată cu numele Lighed sau Temeslighed și un număr de 312 case. Așadar există un interval din perioada turcească și până după cucerirea austriacă a Banatului, în care nu se mai cunosc date concrete despre existența Pădureniului.
Profesorul universitar Remus Crețan, în Dicționarul toponimic și geografico-istoric al localităților din județul Timiș, susține că localitatea de azi s-a format spre finele epocii turcești, „pe seama elementelor românești și turcești din Lunca Timișului”. Ca dovadă a influențelor turcești, la Pădureni pot fi întâlnite și astăzi nume de familie de origine turcească precum Lengher, Dervis, Turcan, Bechir și altele iar prezența numelui de familie Caragea indică o posibilă prezență a grecilor în acea perioadă. De asemenea, numele vechi al Pădureniului, „Lighed”, în limba turcească înseamnă „pădure”. Alte denumiri turcești sunt prezente în toponimia locală: islazul Ali Bei, Vadu Turcului, Câmpu Tătarului etc.
Conform istoricului Nicolae Ilieșu, după cucerirea Banatului de către austrieci, localitatea a fost sistematizată de contele Mercy, de unde până atunci satul fiind o „înfundătură” pe Valul lui Traian în spațiul numit Iarc. Era încă de atunci majoritar românească și s-a păstrat astfel în perioadele de colonizare intensă a Banatului.
Până în 1964 s-a numit Lighed, după care a fost denumită Pădureni. De la 1 ianuarie 2004 s-a desprins de comuna Jebel și are statut de comună de sine stătătoare, fără alte sate în componența sa.